# Combretum coursianum
Combretum coursianum är en tvåhjärtbladig växtart som först beskrevs av Joseph Marie Henry Alfred Perrier de la Bâthie, och fick sitt nu gällande namn av C.C.H. Jongkind. Combretum coursianum ingår i släktet Combretum och familjen Combretaceae. Inga underarter finns listade i Catalogue of Life.